# Ivan Lepinjica
Ivan Lepinjica (* 9. Juli 1999 in Rijeka) ist ein kroatischer Fußballspieler. Der defensive Mittelfeldspieler spielt bei HNK Rijeka und ist ehemaliger kroatischer Juniorennationalspieler.

## Karriere

### Verein
Ivan Lepinjica hatte zunächst in Istrien bei Pazinka Pazin gespielt, bevor er in seine Geburtsstadt in die Fußballschule des HNK Rijeka wechselte. Nachdem er den Jugendmannschaften entwachsen war, wurde er ab August 2018 an den Zweitligisten NK Zadar verliehen. Dort erkämpfte er sich einen Stammplatz, ehe der Leihvertrag zur Winterpause wieder aufgelöst wurde. Zurück in Rijeka, gab Lepinjica am 22. Februar 2019 im Alter von 19 Jahren beim 4:2-Auswärtssieg gegen den NK Rudeš sein Debüt in der ersten kroatischen Liga. In der Folge kam er regelmäßig zum Einsatz und gewann 2019 und 2020 mit HNK Rijeka den kroatischen Pokal. In der Qualifikation zur UEFA Europa League 2019/20 schied Lepinjica mit der Mannschaft in den Playoffs gegen KAA Gent aus.
Im August 2022 verlieh ihn der HNK Rijeka für ein Jahr mit anschließender Kaufoption an den deutschen Zweitligisten Arminia Bielefeld.

### Nationalmannschaft
Lepinjica spielte 2017 dreimal für die kroatische U19-Nationalmannschaft sowie 2019 einmal für die U20-Auswahl. Am 5. September 2019 kam er beim 3:0-Sieg im Testspiel gegen die Vereinigten Arabischen Emirate zum ersten Mal für die kroatische U21 zum Einsatz.